# Medelpad
Medelpadⓘ (Medelpadia) là một trong những tỉnh truyền thống nằm ở đông bắc  của Thụy Điển (landskap). Tỉnh này giáp Hälsingland, Härjedalen, Jämtland, Ångermanland và vịnh Bothnia .Đồng bằng màu mỡ nổi tiếng tạo nên cảnh đẹp của Medelpad, nằm dọc hai con sông chính là Ljungan và Indalsälven, mà trước kia đã được sử dụng làm tuyến đường khai thác gỗ và hiện nay là nguồn năng lượng cho các nhà máy thủy điện.
Cũng giống như các tỉnh của Thuỵ Điển hiện nay không còn chức năng hành chính. 
Tỉnh này nằm ở độ cao trung bình là 200-300 mét trên mực nước biển. Ngọn núicao - cao nhất là 577 mét Myckelmyrberget với. Trong tổng tổng diện tích của tỉnh, có khoảng 500 km ² là mặt nước. Các hồ lớn nhất là Holmsjön, nằm ở độ cao 200 mét, tiếp theo Leringen, ở một độ cao tương tự.
Vùng trung tâm, nơi giữa hai thung lũng sông, đặc trưng bởi rừng rậm, núi non và hồ nước. Các di vật từ thời kỳ Đồ đá và Đồ đồng chỉ ra rằng Medelpad là một trong những khu vực có dân cư sớm nhất ở vùng Norrland. Những khám phá về đồng xu Ả Rập, Anglo-Saxon và Đức từ thời kỳ Viking chứng tỏ sự quan trọng ban đầu của nó như một trung tâm thương mại và buôn bán. Các con sông Ljungan và Indalsälven đóng vai trò quan trọng trong việc kết nối bờ biển phía đông và phía tây của Bán đảo Scandinavia.
Nông nghiệp phát triển dọc theo bờ biển và trong các thung lũng sông sâu. Các ngành công nghiệp chế biến gỗ và cưa xẻ đứng đầu trong ngành. Sundsvall là một trong những thị trấn lớn, đồng thời là một cảng quan trọng của khu vực.